# Aster Engineering

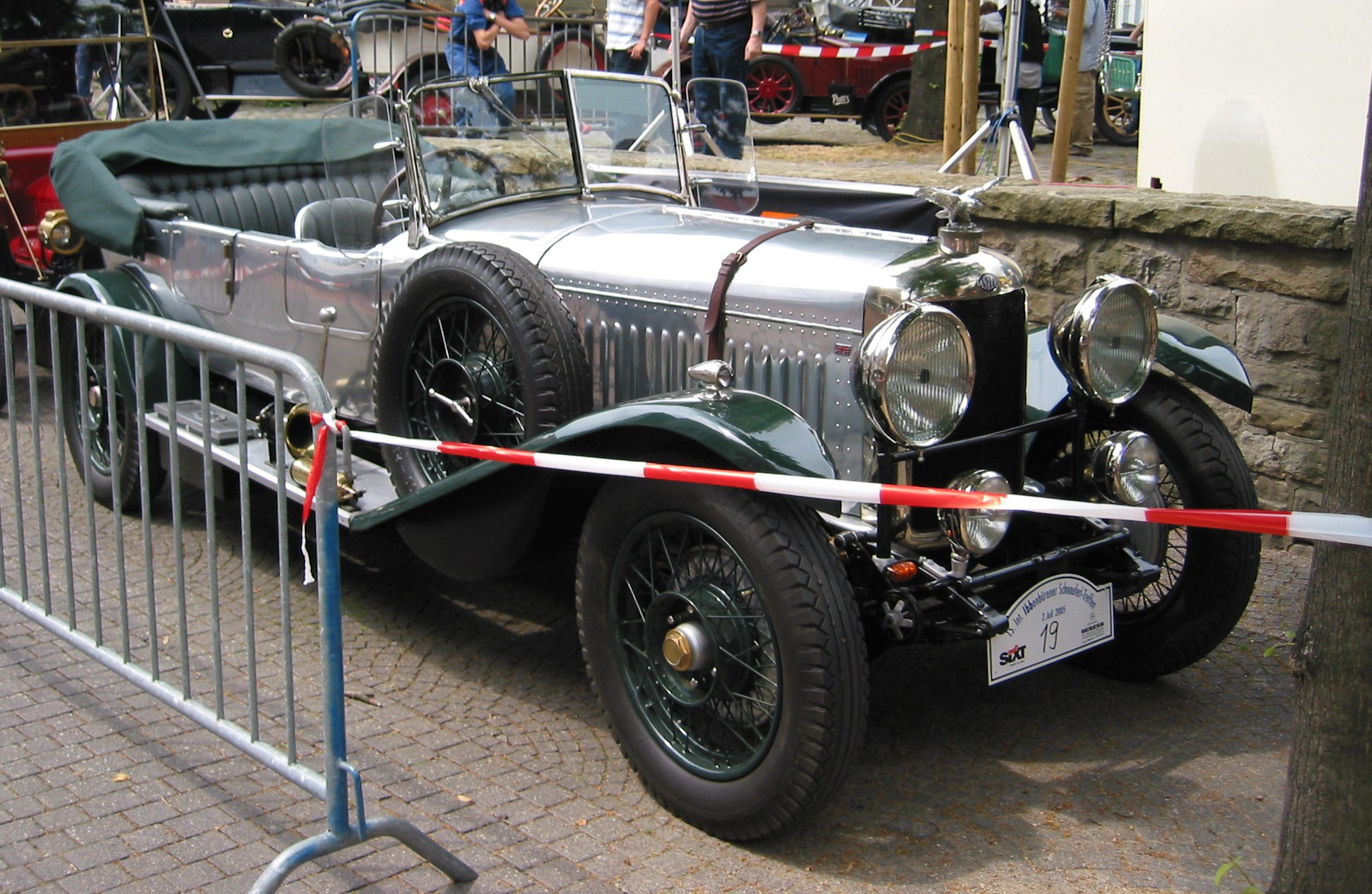
Aster

Aster Engineering war ein britischer Hersteller von Automobilen.

## Unternehmensgeschichte
Das Unternehmen Aster Engineering Co Limited begann 1922 in Wembley mit der Produktion von Automobilen. 1927 wurde infolge einer Zusammenarbeit mit Arrol-Johnston das Unternehmen in Arrol-Johnston & Aster Engineering Co Limited umbenannt. 1930 wurde die Produktion eingestellt.

## Fahrzeuge
Alle Modelle waren mit Sechszylindermotoren ausgestattet. Das erste Modell 18/50 HP mit 2618 cm³ Hubraum wurde bis 1924 produziert. 1925 gab es das Modell 20/55 HP mit 2888 cm³ Hubraum. Von 1926 bis 1930 wurde das Modell 21/60 HP mit 3045 cm³ Hubraum angeboten. Das letzte Modell 24/70 HP mit 3468 cm³ Hubraum wurde zwischen 1927 und 1930 angeboten.